# Herrarnas 73 kg i tyngdlyftning vid olympiska sommarspelen 2024
Herrarnas tyngdlyftning i 73-kilosklassen vid olympiska sommarspelen 2024 hölls den 8 augusti 2024 i Paris Expo Porte de Versailles i Paris i Frankrike.

## Rekord
Innan tävlingens start gällde följande rekord.
| Världsrekord     | Ryck   | Shi Zhiyong (CHN)           | 169 kg | Tasjkent, Uzbekistan | 20 april 2021   |  |
| Världsrekord     | Stöt   | Rahmat Erwin Abdullah (INA) | 204 kg | Tasjkent, Uzbekistan | 6 februari 2024 |  |
| Världsrekord     | Totalt | Rizki Juniansyah (INA)      | 365 kg | Phuket, Thailand     | 4 april 2024    |  |
|                  |        |                             |        |                      |                 |  |
| Olympiska rekord | Ryck   | Shi Zhiyong (CHN)           | 166 kg | Tokyo, Japan         | 28 juli 2021    |  |
| Olympiska rekord | Stöt   | Shi Zhiyong (CHN)           | 198 kg | Tokyo, Japan         | 28 juli 2021    |  |
| Olympiska rekord | Totalt | Shi Zhiyong (CHN)           | 364 kg | Tokyo, Japan         | 28 juli 2021    |  |

Följande nya rekord noterades under tävlingen:
| Gren | Idrottare               | Rekord | Typ av rekord |
| ---- | ----------------------- | ------ | ------------- |
| Stöt | Weeraphon Wichuma (THA) | 198 kg | 0VRJ0         |
| Stöt | Rizki Juniansyah (INA)  | 199 kg | 0OR0          |

## Resultat
| Placering | Idrottare             | Nation     | Ryck (kg) | Ryck (kg) | Ryck (kg) | Ryck (kg) | Stöt (kg) | Stöt (kg) | Stöt (kg) | Stöt (kg) | Totalt |
| Placering | Idrottare             | Nation     | 1         | 2         | 3         | Resultat  | 1         | 2         | 3         | Resultat  | Totalt |
| --------- | --------------------- | ---------- | --------- | --------- | --------- | --------- | --------- | --------- | --------- | --------- | ------ |
| 1         | Rizki Juniansyah      | Indonesien | 155       | 155       | 162       | 155       | 191       | 199       | —         | 199 0OR0  | 354    |
| 2         | Weeraphon Wichuma     | Thailand   | 148       | 152       | 152       | 148       | 190       | 194       | 198       | 198 0VRJ0 | 346    |
| 3         | Bozjidar Andreev      | Bulgarien  | 148       | 152       | 154       | 154       | 183       | 187       | 190       | 190       | 344    |
| 4         | Muhammed Furkan Özbek | Turkiet    | 150       | 153       | 155       | 150       | 189       | 191       | 191       | 191       | 341    |
| 5         | Luis Javier Mosquera  | Colombia   | 150       | 150       | 155       | 155       | 185       | 185       | 189       | 185       | 340    |
| 6         | Masanori Miyamoto     | Japan      | 147       | 151       | 155       | 151       | 187       | 187       | 193       | 187       | 338    |
| 7         | Bak Joo-hyo           | Sydkorea   | 146       | 147       | 150       | 147       | 186       | 187       | 196       | 187       | 334    |
| 8         | Karem Ben Hnia        | Tunisien   | 145       | 145       | 149       | 149       | 181       | 186       | 187       | 181       | 330    |
| 9         | Bernardin Matam       | Frankrike  | 138       | 142       | 145       | 145       | 175       | 175       | 180       | 175       | 320    |
| —         | Shi Zhiyong           | Kina       | 161       | 165       | 168       | 165       | 191       | 191       | 191       | —         | 0DNF0  |
| —         | Julio Mayora          | Venezuela  | 152       | 156       | 156       | 152       | 188       | 188       | 192       | —         | 0DNF0  |
| —         | Ritvars Suharevs      | Lettland   | 147       | 147       | —         | —         | —         | —         | —         | —         | 0DNF0  |